# Лебедь X
Лебедь X (англ. Cygnus X) — гигантское молекулярное облако, обширная область звездообразования, расположенная в созвездии Лебедя примерно в 5000 св. лет от Солнца. Является частью комплекса молекулярных облаков в Лебеде. Название Лебедь X впервые появилось в работе Дж. Х. Пиддингтона и Х. К. Миннетта в 1952 году и относилось к «радиотуманности», которая отличалась по своим характеристикам от известных радиоисточников.
Область включает в себя множество массивных молодых звёзд, а также сложные структуры нитей и глобул, представляющие собой области H II, в которых происходит процесс рождения следующих поколений звёзд. Эту хаотическую структуру образуют потоки звёздного ветра и излучения, испускаемые наиболее мощными звёздами. Ассоциация Cygnus OB2, связанная с облаком, состоит из тысяч звёзд, которые обнаруживают себя посредством воздействия на окружающую среду. Результатом этого взаимодействия является «свечение» в центре облака, видимое из-за нагрева пыли и газа.
Сеть нитевидных образований и волокон являются областями интенсивного звездообразования. Одной из наиболее интересных туманностей является DR 21, обладающая чрезвычайно плотными волокнами, частично разорванными при формировании новых звёзд. Область содержит также несколько глобул, например, DR 20, DR 22, DR 17, W 75N, которые были сформированы «огибающими» потоками ветра от близлежащих массивных звёзд. Излучение этих звёзд ионизирует газ окружающей среды, что выражается в ярком свечении этих пузырей в коротковолновом диапазоне.